# Der Stürmer

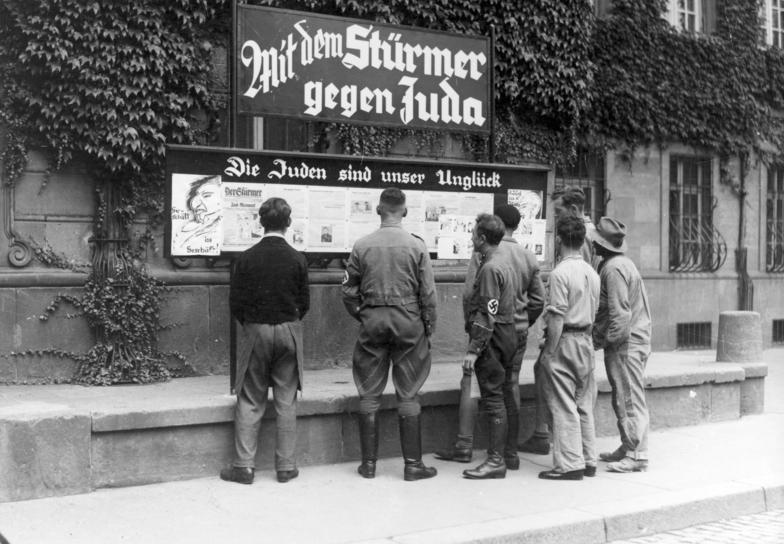
Duitse burgers voor een “stürmer-Kaste”

Der Stürmer (letterlijk, "De aanvaller") was een weekkrant van de nazi’s, verschenen tussen 1923 en 1945.

## Historie
'Der Stürmer' werd in 1923 door Julius Streicher opgericht in Neurenberg na de ‘putsch’ van Hitler. Van meet af aan richtte de krant zich op de lagere echelons in de samenleving. Het blad was vooral berucht om de ongenuanceerde, eenzijdige, populistische en racistische berichtgeving die erin stond, vol met ‘oneliners’ (het motto van de krant was “Die Juden sind unser Unglück!”), en vooral ook om haar antisemitische cartoons, vaak van de hand van Philipp Rupprecht.
Vanaf de jaren dertig ging 'Der Stürmer' wezenlijk deel uitmaken van de nazipropagandamachine. De oplagen stegen snel, van een oplage van 27.000 in 1927 naar 480.000 in 1935. Veel mensen lazen 'Der Stürmer' ook in zogenaamde “Stürmer-Kasten”, als wandkrant.
Hitler verdedigde de ‘primitieve’ berichtgeving van 'Der Stürmer' altijd door te wijzen op haar effectiviteit. De inhoud van 'Der Stürmer' werd in belangrijke mate gevoed door nazifanatici als Heinrich Himmler, Robert Ley en Max Amann, maar was ook binnen nazi-Duitsland niet onomstreden. Nazikopstuk Hermann Göring verbood het blad op zijn departementen. Baldur von Schirach wees het af als opvoedingsmiddel voor de Hitlerjeugd.
Tijdens de Tweede Wereldoorlog zakte de oplage van 'Der Stürmer' langzaam in, deels wegens papiertekort maar in feite ook omdat de Joodse bevolking geleidelijk uit het dagelijkse leven in Duitsland begon te verdwijnen.
Na de oorlog, tijdens de Processen van Neurenberg, werd Julius Streicher ter dood veroordeeld en wees het strafhof op de cruciale rol die 'Der Stürmer' had gespeeld in de vervolging van de Joden en de Holocaust.